# Thoiry, Ain
Thoiry är en kommun i departementet Ain i regionen Auvergne-Rhône-Alpes i östra Frankrike. Kommunen ligger  i kantonen Ferney-Voltaire som ligger i arrondissementet Gex. Kommunens areal är 28,93 km². År 2022 hade Thoiry 6 356 invånare.

## Befolkningsutveckling
Antalet invånare i kommunen Thoiry
Referens: INSEE